# VietJet Air
Enjoy Flying (Bay là thích ngay!)
VietJet Air est une compagnie aérienne privée vietnamienne à bas prix (low cost) fondée en 2009. 

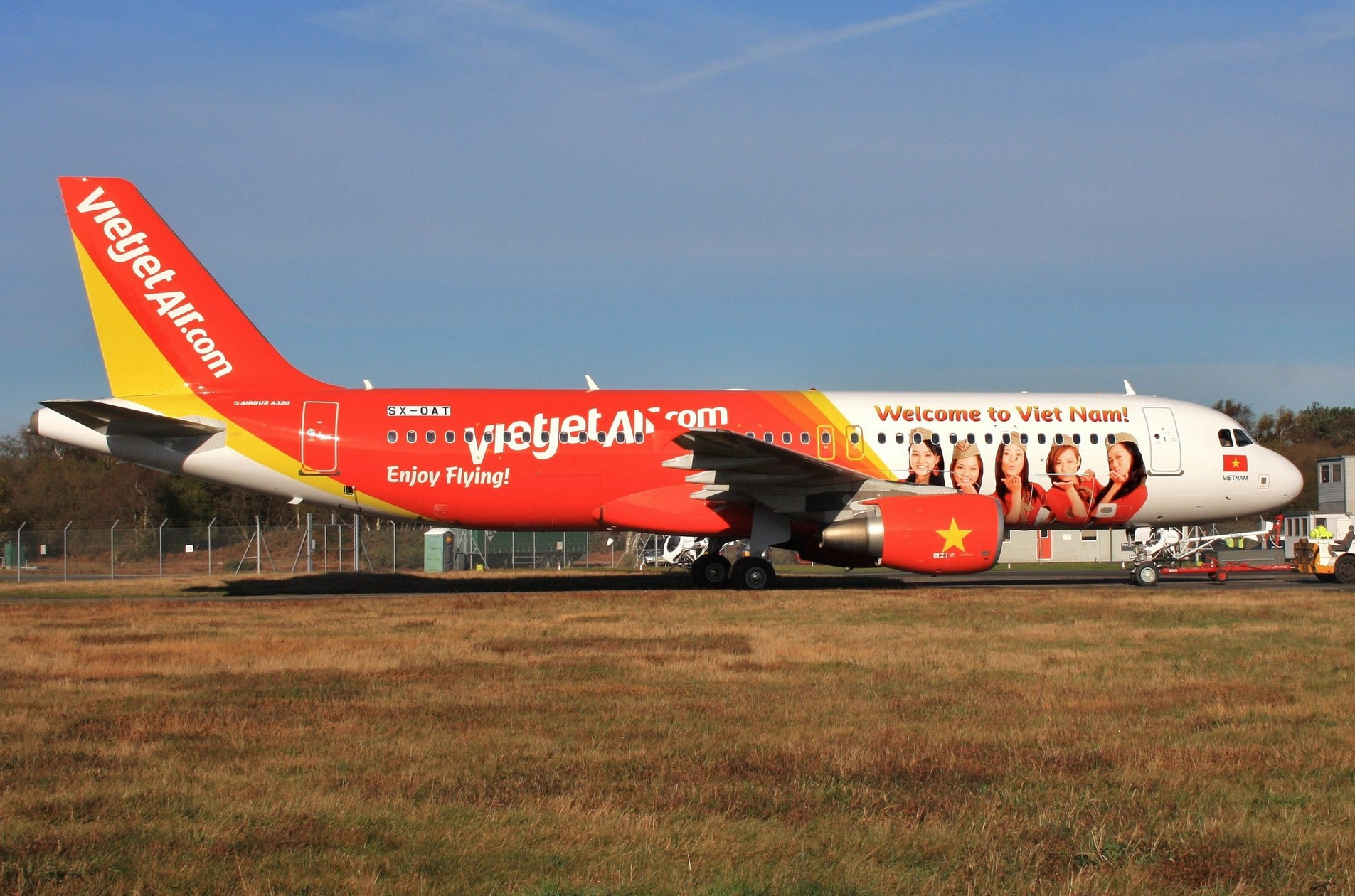
Un Airbus A320 de VietJet Air (2012).

## Historique

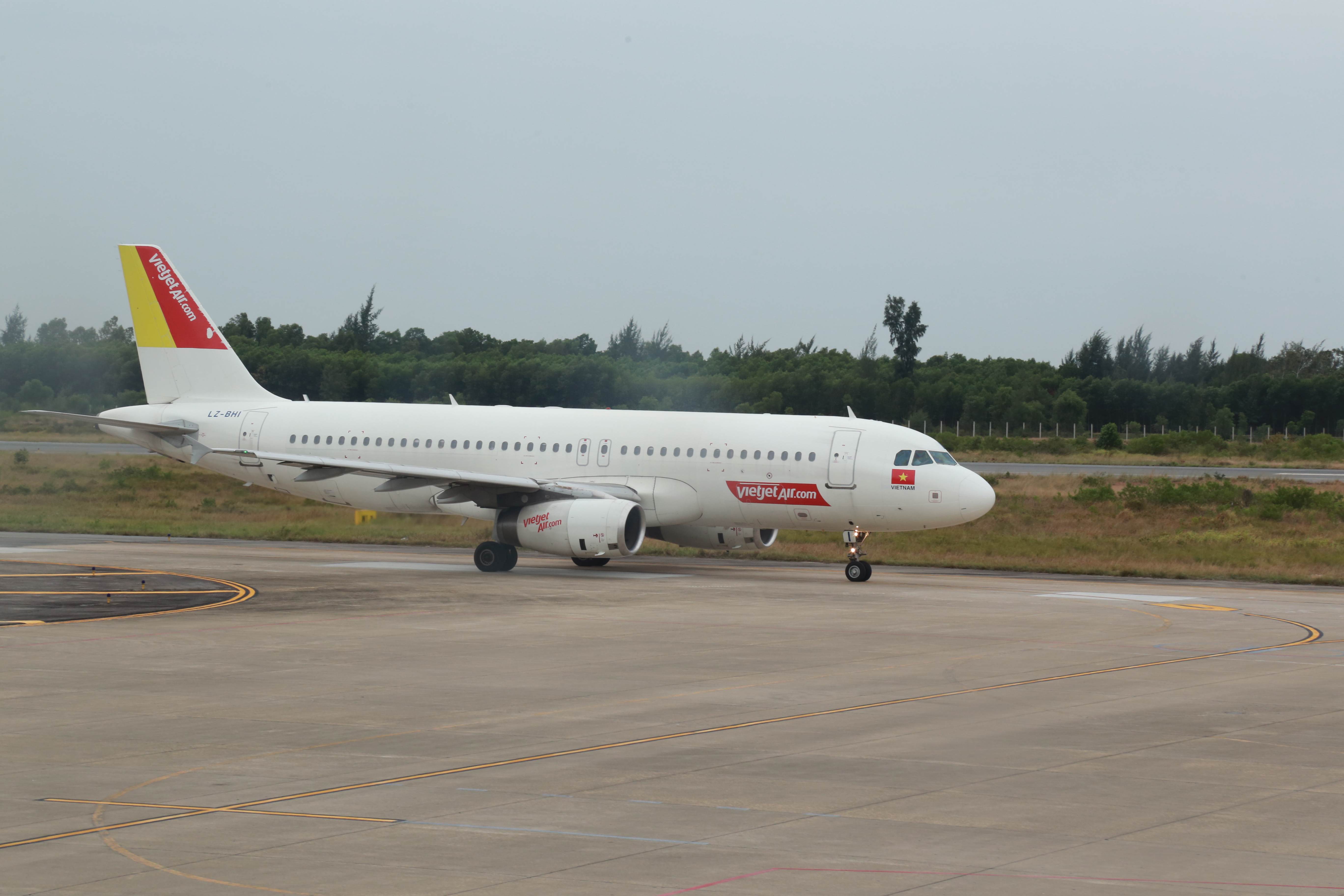
Un autre A320 de VietJet Air

Ayant officiellement reçu l’autorisation d’opérer des vols intérieurs et internationaux en 2007, VietJet Air était la première compagnie aérienne privée fondée au Vietnam. La crise financière, l’entrée dans son capital d’AirAsia en 2010 puis sa sortie 18 mois plus tard retardent le vol inaugural. Celui-ci a finalement lieu le 25 décembre 2011 entre Hanoï et Hô Chi Minh-Ville, VietJet Air devenant alors la cinquième compagnie du pays et la deuxième privée à proposer des vols intérieurs derrière Air Mekong (Indochina Airlines a cessé ses opérations en 2009).
La première liaison internationale de VietJet Air est lancée le 10 février 2013 entre Hô Chi Minh-Ville et Bangkok. Elle est la propriété de Sovico Holdings.

## Destinations
La compagnie dessert diverses destinations dont : 
- Quy Nhơn - Aéroport de Phù Cát (le 1er novembre 2013) [5]
- Chiang Mai - Aéroport international de Chiang Mai[6] (à partir du 15 septembre 2016)
- Phuket - Aéroport international de Phuket[6] (à partir du 15 septembre 2016)
- Siem Reap - Aéroport international de Siem Reap-Angkor[6](à partir du 30 octobre 2016)

## Flotte
En avril 2025, VietJet Air opère la flotte suivante :
VietJet Air a signé en septembre 2013 un protocole d’accord portant sur la commande ferme de 16 Airbus A320, 42 Airbus A320neo et six Airbus A321neo[réf. nécessaire], plus des droits d’achat pour trente exemplaires de la famille Airbus A320 .

Le 29 décembre 2017, à l'occasion de la livraison du premier A321neo commandé (le premier en Asie du Sud-Est), la low-cost a converti sa commande initiale de 42 A320neo en autant d'A321neo.

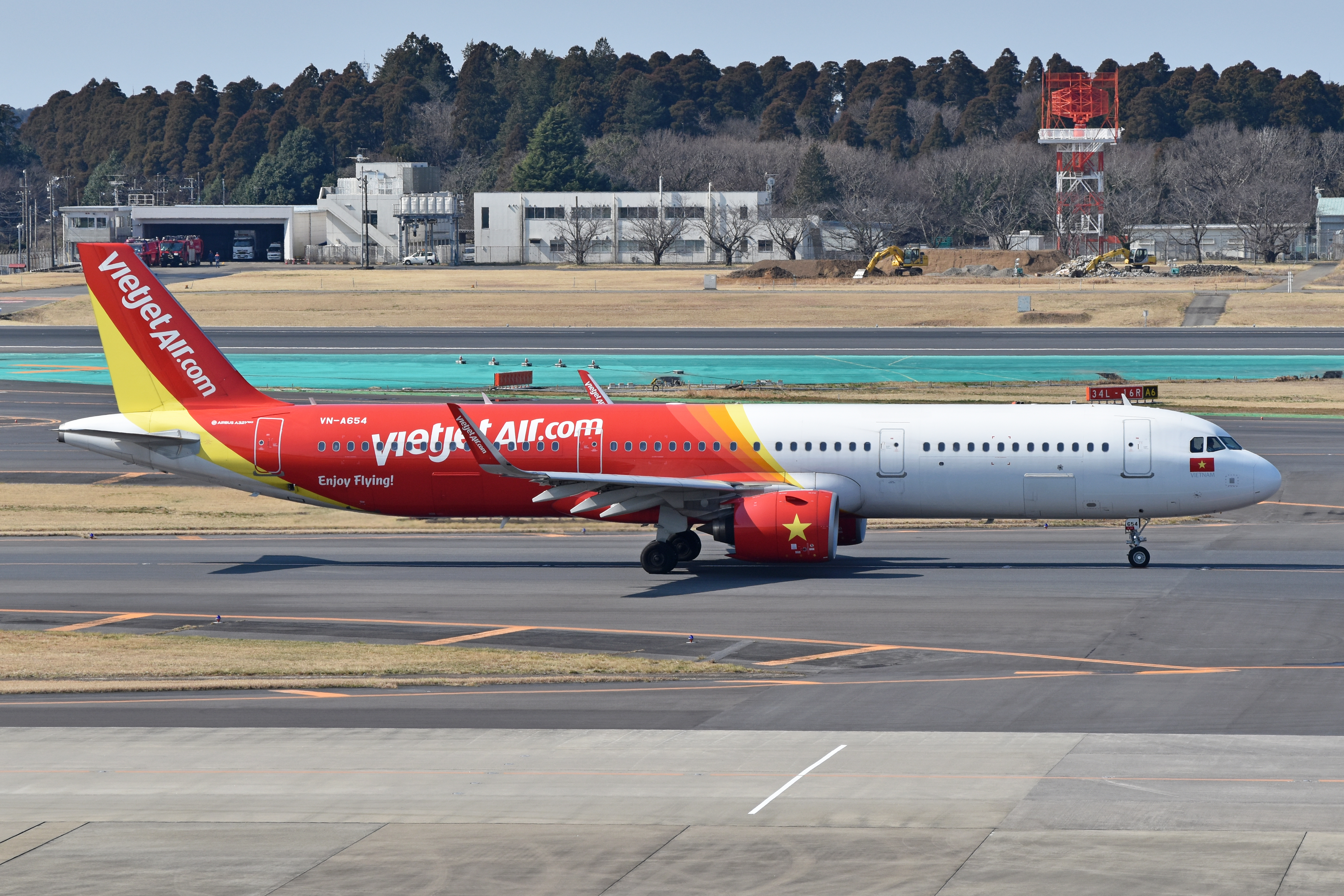
Airbus A321-271N (A321neo) de VietJet Air
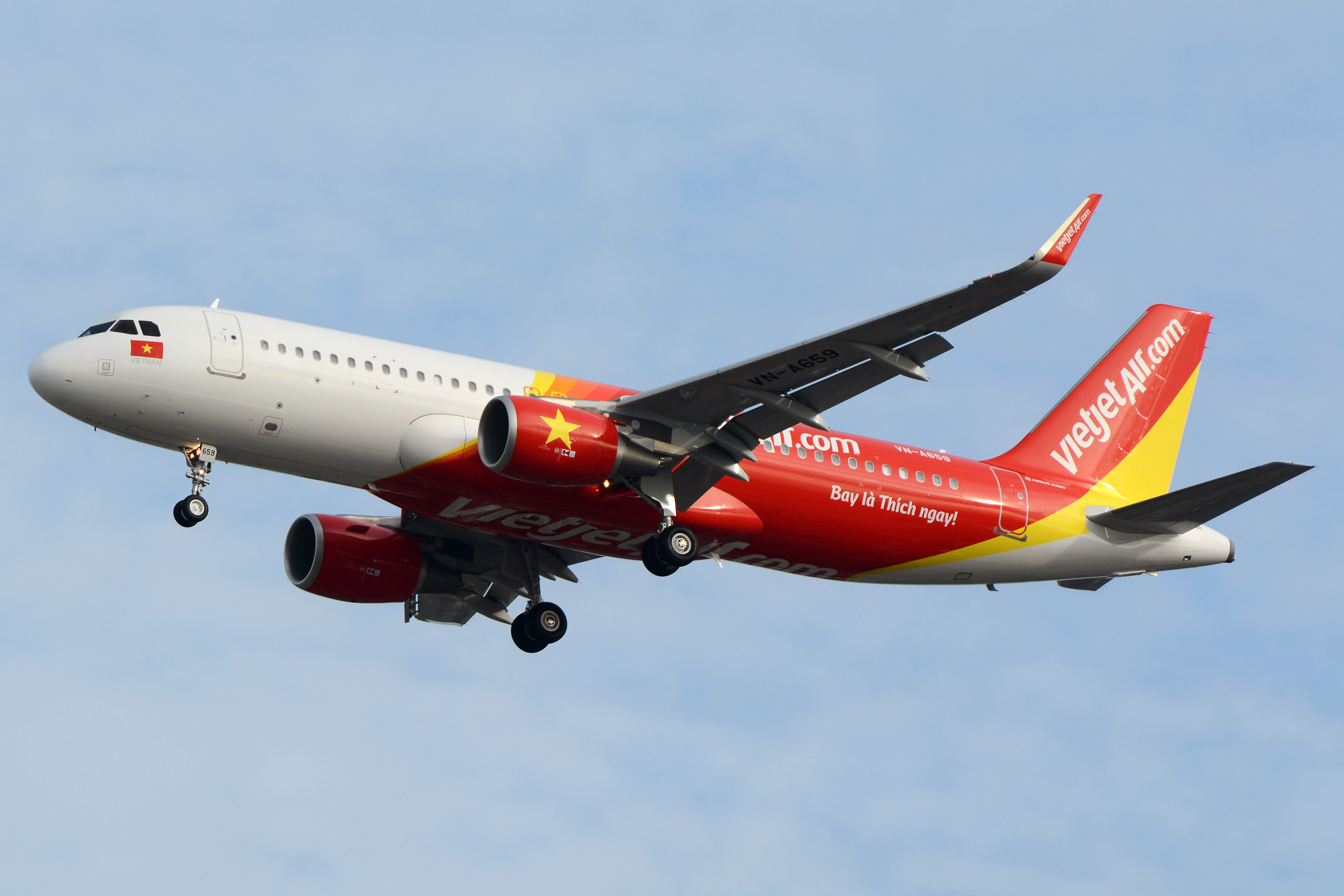
Airbus A320-200 équipé de sharklets
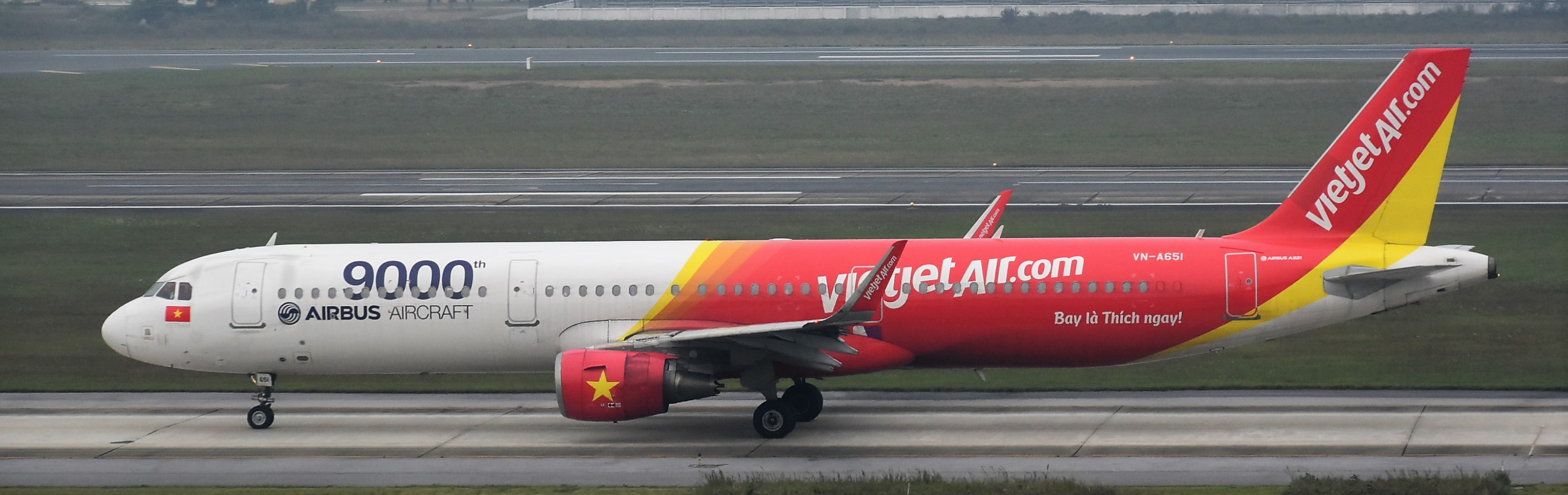
Livrée célébrant le 9000ème appareil construit par Airbus, ici un A321-200 de VietJet Air

## Polémique
Lors de l’inauguration de sa route vers Nha Trang en 2012, VietJet Air organise en plein vol un défilé en bikini de candidates au concours de beauté Miss Vietnam qu’elle sponsorise. Elle est condamnée à 960 dollars US d’amende pour show non autorisé.